# Calycobathra
Calycobathra is een geslacht van vlinders uit de familie prachtmotten (Cosmopterigidae).

## Soorten
- C. acarpa Meyrick, 1891
- C. arabicella Kasy, 1968
- C. calligoni Sinev, 1979
- C. pakistanella Kasy, 1968
- C. sahidanella Kasy, 1968
- C. striatella Kasy, 1968
- C. variapenella Sinev, 1984